# Zip2
Zip2 est une start-up dont l'objectif est, de 1995 à 1999, d'aider les médias, notamment les journaux, à se développer sur le Web.

## Description
Zip2 est un service Web qui indique à ses utilisateurs les commerces et services (pizzerias, pressing, cinéma,...) proches de chez lui.

## Historique
Zip2 est créée en 1995 par Elon Musk, et son frère Kimbal Musk, après avoir quitté l'université Stanford.
Zip2 est acheté en 1999 pour 341 millions de dollars par un groupement d'entreprises constitué de Compaq, AltaVista et CMGi[réf. souhaitée], et Elon Musk y gagne 22 millions de dollars, qu'il investit presque entièrement dans son projet X.com, une banque sur internet.